# Бонтан, Жюльен
Жюльен Бонтан (фр. Julien Bontemps; 1 июня 1979, Эпиналь, Вогезы, Франция) — французский виндсерфингист, серебряный призёр Олимпийских игр.

## Семья
Женат на Ирине Константиновой-Бонтан — болгарской виндесфингистке.

## Статистика
| Соревнование/Год                   | 2003 | 2004 | 2005 | 2008 | 2011 | 2012 | 2014 |
| ---------------------------------- | ---- | ---- | ---- | ---- | ---- | ---- | ---- |
| Летние Олимпийские игры            | -    | 9    | -    | 2    | -    | 5    | -    |
| Чемпионат мира по парусному спорту | 5    | -    | -    | -    | 8    | -    | 1    |
| Средиземноморские игры             | -    | -    | 3    | -    | -    | -    | -    |